# El Charcón
El Charcón är en ort i Mexiko.   Den ligger i kommunen Manuel Doblado och delstaten Guanajuato, i den centrala delen av landet, 300 km väster om huvudstaden Mexico City. El Charcón ligger 1 722 meter över havet och antalet invånare är 621.
Terrängen runt El Charcón är platt åt nordost, men åt sydväst är den kuperad. Runt El Charcón är det ganska glesbefolkat, med 45 invånare per kvadratkilometer. Närmaste större samhälle är Ciudad Manuel Doblado, 4,4 km väster om El Charcón. Trakten runt El Charcón består till största delen av jordbruksmark.